# Гомаро
Гомаро (груз. გომარო) — село в Грузии, на территории Адигенского муниципалитета края (мхаре) Самцхе-Джавахети.

## География
Село находится в южной части Грузии, к северу от реки Кваблиани, на расстоянии 3 километров (по прямой) к северо-северо-востоку от посёлка городского типа Адигени, административного центра муниципалитета. Абсолютная высота — 1593 метра над уровнем моря.

## Население
По результатам официальной переписи населения 2014 года, в Гомаро проживало 406 человек (213 мужчин и 193 женщины). В национальной структуре населения грузины составляли 99,3 %, армяне — 0,7 %.
| Год  | Население, человек |
| ---- | ------------------ |
| 2002 | 426                |
| 2014 | ↘ 406              |